# Цвијан Шарић
Цвијан Шарић звани Цвитко, рођен око 1620. године, био је далматински Србин из околине Кистања, православни поп, заштитник православља, харамбаша са чином сердара. Истакнута личност шибеничког краја и вођа Морлака на страни Млетачке репулике који је водио походе на турске куле у Цетинској крајини.

## Приватни живот
Жена му се звала Деса. На дан 13. јула 1653. крстила им се кћи Марија, 2. јула 1654. син Јован, 10. јула 1657. кћи Стана, 4. децембра 1658. опет једна кћи Стана, најзад, 3. априла 1660. кћи, вероватно последња, Цвијета.

## Ратне године
Његов рођени брат Миле Шарић, звани Милин био је такође харамбаша и велики ратник тога доба. Поп Цвитко је био велики пријатеља са Стојаном Јанковићем, Илијом Смиљанићем и Вуком Мандушићем, те је предводио неке походе против Турака на Цетини. На реци Крки крај Шибеника 1652. године заробио је чувеног алај-бега Јусуфа Филиповића, „најкрупнију личност међу турским Крајишницима”.
У зиму 1663. године поп Шарић спаљује у околини Книна огромне количине сена, припремљене од Турака за пролећну војску.. Пет година касније, у име свих православних Морлака, замолио је провидура да се забрани вређање њиховог пароха оца Кирила (и бацање смећа у близини православне цркве). 03. октобра 1668. млетачки гувернер издао је изјаву и претио Миховилу Капуану новчаном казном од 500 дуката због учешћа у узнемиравању владике Кирила. У то време био је велики притисак на православно становништво Далмације под контролом Венецијана и Хабсбурга да претворе или постану унијати с Католичком црквом. Још један захтев упућен је далматинском гувернеру од 1. новембра 1669, који су потписали бројни поглавари у млетачкој служби, укључујући и Шарића.
Споменут је у српској епској поезији. Народну песму: "Пуче пушка Цвијана Шарића", записао је Вук Караџић 1846. године када је путовао по Далмацији.